# 白頁
白頁（英語：White Pages），在很多國家和地區都用來表示一份個人的電話名冊、通訊目錄。一如其名，這份目錄一般以白色的紙張印刷出版。白頁亦可用作代表網上的個人電話索引。而白頁這個名稱是美國在19世紀發明的。
如果需要尋找公司或社會團體的通訊目錄，則一般尋找黃頁。而白頁的普及程度也遠不如黃頁。

## 外部連結
- 香港白頁
- 澳門白頁 （页面存档备份，存于）